# Savolaxbrigaden (Finland)
Savolaxbrigaden (SavPr) var en infanteribrigad inom finländska armén som verkade i olika former åren 1918–1945 och återigen 1957–2006. Förbandsledningen var förlagd i S:t Michel i Södra Savolax, Finland.

## Historik
Då det självständiga Finlands armé organiserades tillkom Savolaxbrigaden på Karelska näset med huvudgarnison i Kexholm. Under krigen 1939–1945 bildade brigaden genom mobilisering av reservister infanteriregementen, som kämpade bland annat vid Taipale och Kollaa under vinterkriget samt vid Tyrjä, Siiranmäki och Vuosalmi under fortsättningskriget. Den nya Savolaxbrigaden tillkom 1957 och upplöstes den 31 december 2006.

## Namn, beteckning och förläggning
| Savolaxbrigaden | 1957-01-01 | – | 2006-12-31 |

| SavPr | 1957-01-01 | – | 2006-12-31 |

| S:t Michel (F) | 1957-01-01 | – | 2006-12-31 |